# Maurício do Valle
Maurício de Miranda do Valle (Rio de Janeiro, 1 de março de 1928 — Rio de Janeiro, 7 de outubro de 1994) foi um ator brasileiro. Teve a carreira marcada no cinema nacional por sua parceria com o cineasta Glauber Rocha, com quem trabalhou nos filmes Deus e o Diabo na Terra do Sol (1963), Terra em Transe (1966), O Dragão da Maldade contra o Santo Guerreiro (1968), e A Idade da Terra (1980).
Teve a carreira marcada por interpretar vilões, tipos rústicos e poderosos, atuando, tanto em dramas, como em comédias.

## Biografia
Entrou para o cinema no início da década de 50 ao atender um anúncio de jornal que solicitava extras para o filme Tudo Azul, de Moacyr Fenelon.
Na televisão, seu primeiro papel foi em um teleteatro, ao lado de Fernanda Montenegro, no final da década de 50. Maurício do Valle viveu o galã Armand Duval, em A Dama das Camélias.
Ficou famoso internacionalmente pelo papel de Antônio das Mortes, o caçador de cangaceiros dos filmes de Gláuber Rocha, Deus e o Diabo na Terra do Sol e O Dragão da Maldade Contra o Santo Guerreiro.
O tipo rústico e de gestos dramáticos que o fez famoso escondia na verdade, segundo o próprio ator, um homem que ele definia como um grande romântico.
Em novelas se destacou a partir de Meu Pedacinho de Chão, de Benedito Ruy Barbosa, com quem fez vários outros trabalhos na TV, como Cabocla, em 1979, e Pé de Vento, na Rede Bandeirantes, em 1980.
Ainda na televisão atuou em clássicos como O Tempo e o Vento, na antiga TV Excelsior, na novela A Última Testemunha, da TV Record, na novela Jerônimo, da TV Tupi, e na novela Rosa Baiana, da TV Bandeirantes. 
Na Rede Globo viveu o personagem Gigante, em Sítio do Picapau Amarelo, atuou no seriado Carga Pesada, nos especiais Alice, Alice, O segredo da arte da palavra, em Você Decide, viveu o personagem Martins, na minissérie O Tempo e o Vento, atuou nas novelas Olhai os Lírios do Campo e Roque Santeiro, onde viveu o  Delegado Feijó na clássica novela de Dias Gomes.
Na Rede Manchete atuou nas minisséries A Rainha da Vida e Escrava Anastácia e nas novelas Kananga do Japão, Pantanal e A História de Ana Raio e Zé Trovão.
Foi um ator premiado no cinema, principalmente nas décadas de 60 e 70, quando entrou num filme atrás do outro, se tornando um dos atores mais presentes nas telas.
Em 2010 Maurício do Valle pode ser visto novamente no SBT na reprise da novela A História de Ana Raio e Zé Trovão, na qual interpreta o simpático personagem Cabeção.
Também foi um famoso coadjuvante, quase sempre como um personagem malvado, no programa dos Trapalhões, assim como em alguns filmes do grupo, como Os Trapalhões e o Mágico de Oróz, onde atuou como o perverso Coronel Ferreira. 
Atuou ainda em Chico Anysio Show na década de 80.
Seu último trabalho em novelas foi uma participação especial na novela Deus nos Acuda da Rede Globo em 1992, onde mais uma vez dava vida a um delegado de polícia contracenando com a personagem Dona Armênia vivida por Aracy Balabanian. Maurício do Valle ainda participou de um episódio do Você Decide e de um Caso Especial intitulado O Segredo da arte da palavra no ano de 1994.
Maurício do Valle morreu no Rio de Janeiro em 7 de outubro de 1994, vítima de diabetes e complicações cardíacas. Três meses antes de morrer, ele havia amputado uma perna devido a complicações vasculares e na madrugada do dia em que morreu amputou a outra. O irmão dele, o ator Sérgio Valle,  disse que ao ter a perna amputada, Maurício "perdeu a vontade de viver". O corpo do ator foi sepultado no cemitério do Catumbi, Rio de Janeiro.

## Carreira

### Na televisão
| Ano  | Título                             | Papel                                       | Nota                                                  | Emissora          |
| ---- | ---------------------------------- | ------------------------------------------- | ----------------------------------------------------- | ----------------- |
| 1994 | Você Decide                        | Caminhoneiro                                | Episódio: "Carga Pesada"                              | TV Globo          |
| 1994 | Caso Especial                      | Médico                                      | Episódio: O Poder da arte da palavra                  | TV Globo          |
| 1992 | Deus nos Acuda                     | Delegado                                    | Participação especial                                 | TV Globo          |
| 1990 | A História de Ana Raio e Zé Trovão | Cabeção                                     |                                                       | Rede Manchete     |
| 1990 | Pantanal                           | caseiro de uma das fazendas de Zé Leôncio   | Participação especial                                 | Rede Manchete     |
| 1990 | Escrava Anastácia                  | Malaquias                                   |                                                       | Rede Manchete     |
| 1989 | Kananga do Japão                   | Torquato                                    |                                                       | Rede Manchete     |
| 1988 | Bambolê                            | proprietário do apartamento alugado a Marta | Participação especial                                 | Rede Manchete     |
| 1987 | A Rainha da Vida                   | Geraldo                                     |                                                       | Rede Manchete     |
| 1985 | Armação Ilimitada                  | —                                           | Participação Especial                                 | TV Globo          |
| 1985 | Roque Santeiro                     | Delegado Feijó                              |                                                       | TV Globo          |
| 1985 | O Tempo e o Vento                  | Martins                                     |                                                       | TV Globo          |
| 1983 | Louco Amor                         | Rubens (Rubinho)                            |                                                       | TV Globo          |
| 1983 | Mário Fofoca                       | Roldão (Cliente de Mário Fofoca)            | Episódio: "E.T. - O Extra-Tomate"                     | TV Globo          |
| 1983 | Caso Especial                      | Funcionário do Teatro                       | Episódio: "O Inspetor Geral"                          | TV Globo          |
| 1983 | Caso Especial                      | Lambada                                     | Episódio: Alice, Alice                                | TV Globo          |
| 1982 | Chico Anysio Show                  | Delegado                                    |                                                       | TV Globo          |
| 1982 | Os Trapalhões                      | Vários personagens                          |                                                       | TV Globo          |
| 1981 | Sítio do Picapau Amarelo           | Gigante                                     | Episódio: "O Pé de Feijão Mágico"                     | TV Globo          |
| 1981 | Rosa Baiana                        | Bráulio                                     |                                                       | Rede Bandeirantes |
| 1980 | Pé de Vento                        | Boa Gente                                   |                                                       | Rede Bandeirantes |
| 1980 | Sítio do Picapau Amarelo           | Leão                                        | Episódio: "O Dia em que a Emília morreu"              | TV Globo          |
| 1980 | Olhai os Lírios do Campo           | —                                           | Participação Especial                                 | TV Globo          |
| 1979 | Cabocla                            | Tomé                                        |                                                       | TV Globo          |
| 1979 | Sítio do Picapau Amarelo           | Prisioneiro                                 | Episódio: "Dom Quixote, o Cavaleiro da Triste Figura" | TV Globo          |
| 1979 | Carga Pesada                       | Sargento Mariano                            | Episódio: "Adeus Dequinha"                            | TV Globo          |
| 1976 | Bacará 76                          | Mamute                                      |                                                       | TVS               |
| 1972 | Jerônimo, o Herói do Sertão        | Antônio Caveira / Coronel Custódio          |                                                       | Rede Tupi         |
| 1971 | Meu Pedacinho de Chão              | Zelão                                       |                                                       | TV Globo          |
| 1968 | A Última Testemunha                | Antônio                                     |                                                       | RecordTV          |
| 1967 | O Tempo e o Vento                  | Rafael                                      |                                                       | TV Excelsior      |
| 1956 | Grande Teatro Tupi                 | Armand Duval                                | Episódio: A Dama das Camélias                         | Rede Tupi         |

### No cinema
| Ano  | Título                                       | Personagem                          |
| ---- | -------------------------------------------- | ----------------------------------- |
| 1991 | Assim na Tela Como no Céu                    | —                                   |
| 1989 | O Grande Mentecapto                          | Montalvão                           |
| 1989 | Dias Melhores Virão                          | O dono da buchada                   |
| 1988 | Natal da Portela                             | —                                   |
| 1988 | Rastros na Areia                             | João                                |
| 1986 | Os Trapalhões e o Rei do Futebol             | Edésio                              |
| 1985 | Os Trapalhões no Reino da Fantasia           | Líder dos bandidos                  |
| 1985 | Chico Rei                                    | Comerciante                         |
| 1984 | Águia na Cabeça                              | Comandante                          |
| 1984 | Quilombo                                     | Domingos Jorge Velho                |
| 1984 | Os Trapalhões e o Mágico de Oróz             | Coronel Ferreira                    |
| 1983 | Gabriela, Cravo e Canela                     | Coronel Amâncio Leal                |
| 1982 | Profissão Mulher                             | Sérgio                              |
| 1982 | Curral de Mulheres                           | Edgar                               |
| 1982 | Rio Babilônia                                | —                                   |
| 1980 | A Idade da Terra                             | John Brahms                         |
| 1980 | As Intimidades de Analu e Fernanda           | —                                   |
| 1980 | Parceiros da Aventura                        | Gerente da empresa de ônibus        |
| 1980 | Os Sete Gatinhos                             | Deputado                            |
| 1979 | O Coronel e o Lobisomem                      | Coronel Ponciano de Azeredo Furtado |
| 1979 | O Caçador de Esmeraldas                      | Matias Cardoso                      |
| 1979 | Sábado Alucinante                            | Ivan                                |
| 1979 | Nos Tempos da Vaselina                       | Bêbado                              |
| 1979 | O Cinderelo Trapalhão                        | Paulo                               |
| 1979 | Mulheres do Cais                             | Zé Durão                            |
| 1978 | Os Cangaceiros do Vale da Morte              | Anjo                                |
| 1978 | O Cortiço                                    | Miranda                             |
| 1977 | Anchieta, José do Brasil                     | João Ramalho                        |
| 1977 | O Jogo da Vida                               | Bacanaço                            |
| 1976 | Crueldade Mortal                             | Tranca Rua                          |
| 1976 | Soledade, a Bagaceira                        | Manuel Broca                        |
| 1976 | Chão Bruto                                   | Paulo                               |
| 1976 | As Meninas Querem... Os Coroas Podem         | —                                   |
| 1976 | Bacalhau                                     | Quico                               |
| 1975 | O Roubo das Calcinhas                        | Manuel                              |
| 1975 | O Dia em que o Santo Pecou                   | João Baleia                         |
| 1975 | Pecado na Sacristia                          | Ferrolho Feitosa                    |
| 1975 | Kung Fu Contra as Bonecas                    | Azulão                              |
| 1974 | O Marginal                                   | Sapo                                |
| 1974 | A Cartomante                                 | Vilela                              |
| 1970 | O Profeta da Fome                            | Domador                             |
| 1970 | A Vingança Dos Doze                          | Carlão                              |
| 1970 | Audácia                                      | —                                   |
| 1970 | As Gatinhas                                  | Conquistador Barbudo                |
| 1970 | Pindorama                                    | D. Sebastião de Souza               |
| 1969 | O Dragão da Maldade contra o Santo Guerreiro | Antônio das Mortes                  |
| 1969 | Sete Homens Vivos ou Mortos                  | Detetive Lincoln Monteiro)          |
| 1969 | O Cangaceiro Sem Deus                        | Cangaceiro Fabiano                  |
| 1969 | O Cangaceiro Sanguinário                     | Capitão Jagunço                     |
| 1969 | Corisco, o Diabo Loiro                       | Corisco                             |
| 1968 | O Jeca e a Freira                            | Pedro                               |
| 1968 | Bebel, Garota Propaganda                     | Renatão                             |
| 1967 | Terra em Transe                              | Segurança                           |
| 1967 | Cangaceiros de Lampião                       | Carcará                             |
| 1966 | Riacho de Sangue                             | Floro Pereira                       |
| 1965 | A Hora e a Vez de Augusto Matraga            | Padre                               |
| 1965 | História de um Crápula                       | —                                   |
| 1965 | O Grande Sertão                              | Riobaldo                            |
| 1964 | Deus e o Diabo na Terra do Sol               | Antônio das Mortes                  |
| 1963 | Selva Trágica                                | Isaac                               |
| 1963 | Terra sem Deus                               | Chicão Glicério                     |
| 1963 | Boca de Ouro                                 | —                                   |
| 1961 | O Homem que Roubou a Copa do Mundo           | —                                   |
| 1960 | Briga, Mulher e Samba                        | Zé                                  |
| 1958 | Além do Rios das Mortes                      | —                                   |
| 1956 | A Lei do Sertão                              | Pedro Oliveira                      |
| 1954 | Na Senda do Crime                            | —                                   |
| 1952 | Tudo Azul                                    | —                                   |